# خنار
خنار نام قبیله ای نیمه کوچ نشین در مازندران است.
خنار برگرفته از خنکدار به معنای چوپان است که شغل عمده اعضای قبیله ی خنار در گذشته بود، خنارها در مناطق عمدتاً جنوبی مازندران به ویژه سواد کوه زندگی می‌کنند. خنارها یکی از بزرگترین اقوام در شمال کشور، از بومیان مازندران و از ساکنان غیر آریایی بومی فلات ایران ما قبل مهاجرت آریاییان هستند، غالب خنارها سبزه پوست و گندمگون هستند، که به زندگی کوچ نشینی و دامداری مشغول بودند.